# 1月27日 (旧暦)
旧暦1月27日は旧暦1月の27日目である。六曜は先負である。

## できごと
- 承久元年（ユリウス暦1219年2月13日） - 鎌倉・鶴岡八幡宮で源実朝が甥の公暁により暗殺。源氏の正統が断絶[要出典]
- 明治3年（グレゴリオ暦1870年2月27日） - 太政官が「蒸気郵船規則」と「商船規則」を発布。日章旗の規格が定められる。日付は新暦にそのまま持ち込まれて「国旗制定記念日」となる。

## 誕生日
- 明和7年（グレゴリオ暦1770年2月22日） - 鈴木牧之、商人・随筆家（+ 1842年）
- 明治4年（グレゴリオ暦1871年3月17日） - 御木徳一、ひとのみち教団（後のPL教団）創立（+ 1938年）

## 忌日
- 承久元年（ユリウス暦1219年2月13日） - 源実朝、鎌倉幕府3代将軍（* 1192年）
- 承久元年（ユリウス暦1219年2月13日） - 公暁、源頼家の子（* 1200年）